# Let's Kill Hitler
"Let's Kill Hitler"  (intitulado "Vamos Matar Hitler" no Brasil) é o oitavo episódio da sexta temporada da série de ficção científica britânica Doctor Who, transmitido originalmente através da BBC One em 27 de agosto de 2011. Foi escrito por Steven Moffat e dirigido por Richard Senior.
No episódio, o alienígena viajante do tempo conhecido como o Doutor (Matt Smith) e seus acompanhantes, o casal Amy Pond (Karen Gillan) e Rory Williams (Arthur Darvill), pousam em Berlim em 1938, quando a TARDIS é sequestrada pela amiga de infância dos dois, Mels (Nina Toussaint-White). Eles acidentalmente salvam Adolf Hitler (Albert Welling) da Teselecta, um departamento de justiça que viaja no tempo para torturar criminosos que escaparam de punição. Quando é baleada por Hitler, Mels inesperadamente se regenera em River Song, a versão adulta da filha de Amy e Rory que foi tirada deles. Como River é uma criminosa devido à futura execução do Doutor, a Teselecta a persegue enquanto ele começa a morrer por causa de seu batom envenenado.
Moffat pretendia que "Let's Kill Hitler" fosse mais leve do que o primeiro episódio da temporada e também queria tirar sarro de Hitler, servindo ainda para concluir muitos elementos do arco de River Song. O episódio foi filmado por volta de março e abril de 2011, embora a sequência de abertura, ambientada em um milharal, tenha sido filmada muito mais tarde nas cenas finais gravadas para a temporada, pois a equipe de produção teve que esperar o milho crescer. Grande parte de Berlim foi filmada em Swansea, enquanto o Templo da Paz em Cardiff também foi usado como locação. Foi assistido por 8,10 milhões de espectadores, o segundo episódio mais assistido da temporada. A recepção crítica foi principalmente positiva, embora alguns tenham criticado a Teselecta e vários aspectos da ambientação e dos personagens.

## Enredo

### Prequência
Em 15 de agosto de 2011, a BBC lançou uma curta "prequência" de "Let's Kill Hitler", escrita por Steven Moffat. Nela, Amy liga para o Doutor e deixa uma mensagem na secretária eletrônica da TARDIS, implorando para que ele encontre sua filha, Melody. Embora saiba que a criança crescerá e se tornará River Song, ela não quer perder seu desenvolvimento. Quando termina sua mensagem, é revelado que um Doutor muito chateado estava ouvindo, mas não atendeu o telefone apesar dos pedidos de Amy.

### Sinopse

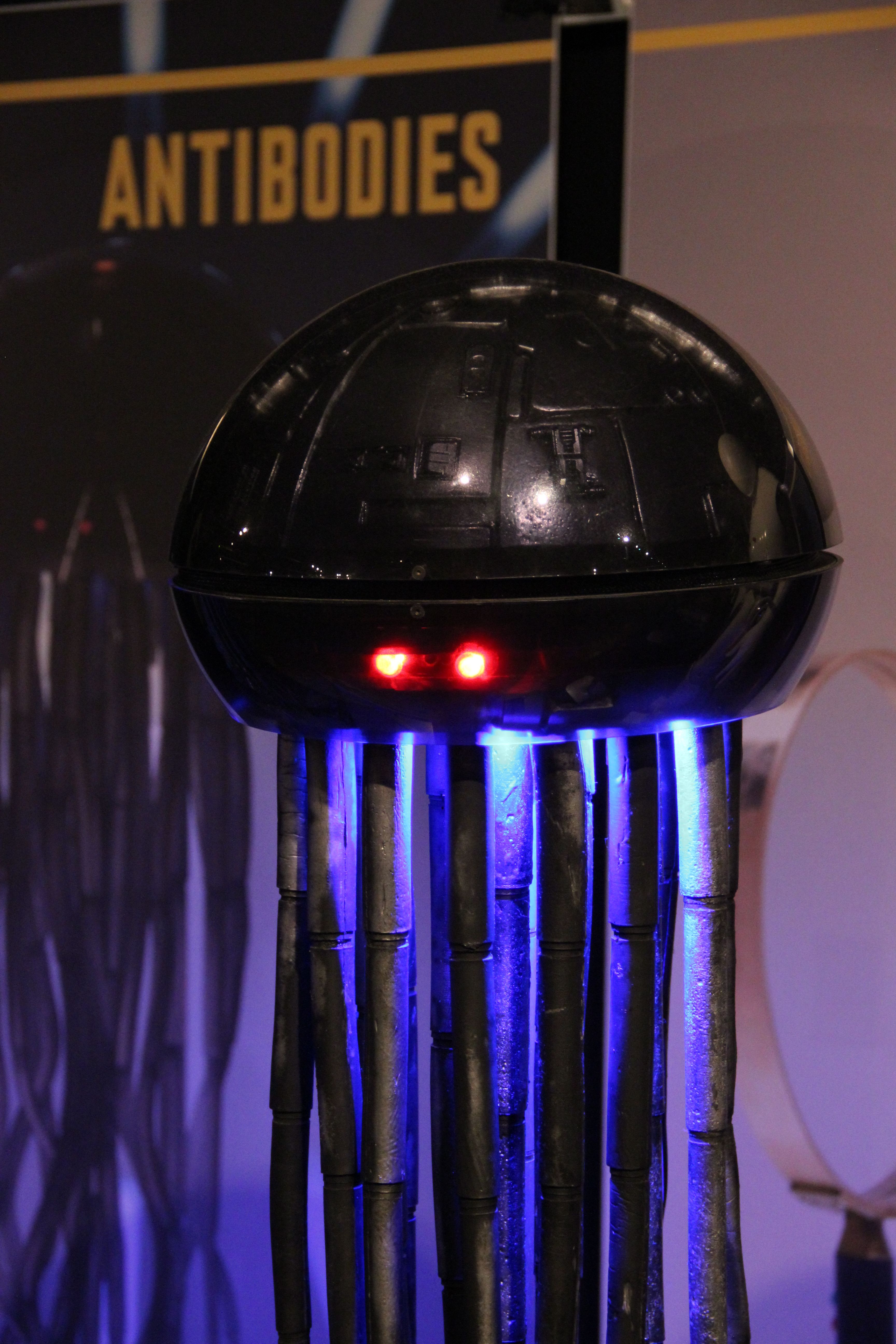
Os anticorpos da Teselecta, como vistos na Doctor Who Experience

Na Leadworth contemporânea, Amy e Rory criam uma mensagem em uma plantação para chamar a atenção do Doutor por meio da cobertura jornalística. Ele chega na TARDIS, mas Mels, amiga de infância do casal, os coage a viajar de volta no tempo para "matar Hitler". Dentro da nave, Mels atira contra a TARDIS e a deixa fora de controle.
Na Berlim de 1938, a Teselecta, departamento de justiça na forma de um robô que muda de forma e de aparência humana, tripulado por humanos do futuro miniaturizados dentro dele, está tentando fazer justiça aos principais criminosos do passado, torturando-os. A TARDIS pousa no escritório de Adolf Hitler enquanto enquanto ele era torturado pela Teselecta, derrubando o robô e salvando Hitler no processo. Ele atira contra a Teselecta, mas acidentalmente acerta Mels. Enquanto Rory tranca-o em um armário, Mels se regenera, tornando-se a mulher que o Doutor conhece como River Song. Ela, tendo sido treinada por seus captores para matar o Doutor, o beija com um batom venenoso que o matará em uma hora. O Doutor ordena que Amy e Rory sigam River, enquanto ele retorna para a TARDIS. A Teselecta, ciente de que a morte do Doutor em 2011 é um "ponto fixo no tempo", segue River, tendo-a identificado como uma criminosa de guerra responsável pela morte dele.
O Doutor moribundo, tendo se tornado ciente da natureza da Teselecta, impede-a de punir River no Hotel Adlon. O capitão do robô, Carter, fala com ele, informando-o de que River foi treinada para matá-lo pelo Silêncio, uma ordem religiosa que acredita que o "silêncio cairá" quando "a pergunta mais antiga do universo" for feita. Amy força a tripulação a abandonar a Teselecta e ela, Rory e River encontram o Doutor perto da morte; ele pede a esta última para encontrar "River Song" e dar a ela uma mensagem, então sussurra algo em seu ouvido antes de morrer. River, que neste ponto ainda se conhece apenas como Melody Pond, pergunta a Amy quem é River Song. Amy usa os registros da Teselecta para mostrar a ela quem se tornará. Com isso, River sacrifica suas regenerações restantes para trazer o Doutor de volta à vida. Ele, Amy e Rory a levam para um hospital em um futuro distante, deixando um diário como um presente ao lado de sua cama e partem. A bordo da TARDIS, o Doutor descobre a data de sua morte nos registros da Teselecta.

### Continuidade
Este episódio revela as origens de várias facetas de River Song. Antes de se transformar nela, Mels afirma que ela era a jovem vista se regenerando no final de "Day of the Moon", tornando-se "uma criança" que provavelmente cresceu e se tornou Mels. O diário colorido da TARDIS de River, que o Doutor e seus companheiros viram em seu futuro relativo, é dado a ela novo em folha pelo Doutor. Ele também a apresenta ao conceito de "spoilers", visto originalmente na história do Décimo Doutor "Silence in the Library"/"Forest of the Dead", que se tornou um virtual bordão de River. A aptidão da personagem para pilotar a TARDIS - tendo sido ensinada pela própria máquina - é demonstrada em "The Time of Angels"; River explica que ela "teve aulas com o melhor" (o que o Doutor presume que se refere a si mesmo) e que ele estava "ocupado naquele dia". A tripulação da Teselecta considera River uma criminosa perigosa e procurada; ela é mostrada na prisão em seu futuro pessoal em "The Time of Angels" por matar "o melhor homem que já conheci". No epílogo do episódio, River se junta à Universidade Luna para se tornar uma arqueóloga, a fim de encontrar o Doutor. Suas aparições anteriores (eventos que acontecem posteriormente na linha do tempo pessoal de River) mostram que ela já adquiriu seus diplomas. Quando River acorda no hospital, o Doutor diz "Regra Um: O Doutor mente". Esta regra é repetida pela própria River em "The Big Bang", um evento futuro em sua linha do tempo pessoal.
Ao ativar a interface de voz a bordo da TARDIS, o Doutor vê hologramas de suas antigas acompanhantes Rose Tyler (Billie Piper), Martha Jones (Freema Agyeman) e Donna Noble (Catherine Tate). Ele as rejeita, pois todas lhe causam "culpa". Ele finalmente se decide pela jovem Amelia (Caitlin Blackwood), que também aparece em cenas de flashback do passado de Amy interagindo com Mels e Rory mais jovens. A interface de voz da jovem Amelia diz "tirinhas de peixe e creme", uma alusão à refeição do Doutor com a verdadeira Amelia em "The Eleventh Hour". O conceito de "pontos fixos no tempo" já foi explorado antes, como em "The Fires of Pompeii". O suposto "estado de graça temporal" dentro da TARDIS foi previamente afirmado pelo Quarto Doutor durante The Hand of Fear (1976).

## Produção

### Escrita e elenco

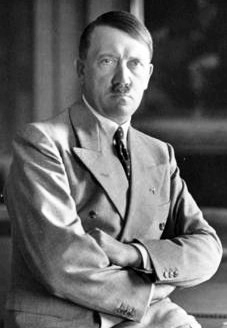
O showrunner Steven Moffat queria "tirar sarro" de Hitler no episódio.

"Let's Kill Hitler" serviu como a estreia da segunda metade da sexta temporada e tem um tom oposto ao da história de seus primeiros dois episódios, "The Impossible Astronaut"/"Day of the Moon", que eram "sinistros e sombrios". O roteirista Steven Moffat queria mostrar Adolf Hitler sob uma perspectiva cômica e "tirar sarro dele" em vez de torná-lo "um ícone do mal". Ele comparou isso a uma cena de um filme de Indiana Jones que zombava de Hitler.
Moffat gostou de escrever a cena de regeneração de Mels, achando cômica quando ela confere seu novo corpo. Ele afirmou que o episódio é o início da história de River e mostra como ela se tornou a mulher que o Doutor conheceu nos episódios anteriores. Durante os momentos após sua regeneração, River reencena a cena icônica entre a Sra. Robinson (Anne Bancroft) e Benjamin (Dustin Hoffman) do filme The Graduate, chamando o Doutor de "Olá, Benjamin". O ângulo da câmera também é uma homenagem ao filme. O Doutor comparou River à Sra. Robinson em "The Impossible Astronaut".
O elenco e a equipe técnica acreditaram que os figurinistas e maquiadores fizeram um bom trabalho com Albert Welling, já que ele se parecia tanto com Hitler que foi uma experiência "surreal". Ella Kenion, que interpreta Harriet neste episódio, apareceu mais tarde no áudio-drama do Quarto Doutor The Wrath of the Iceni, onde interpretou Boudica. Arthur Darvill ficou satisfeito porque seu personagem, Rory, foi mais um "herói de ação" no episódio. Antes da transmissão, o ator Matt Smith afirmou que era "talvez [seu] episódio favorito até agora... simplesmente disparado".  O episódio mostra a estreia do novo casaco do Doutor, de um tom verde escuro estilo militar. Em uma entrevista para a temporada anterior sobre o traje do Décimo primeiro Doutor, o produtor executivo Piers Wenger disse: "Acho que ele realmente gostaria de evoluí-lo na próxima temporada. Ele está realmente ansioso para ter um casaco." Smith explicou que queria um por causa do frio.

### Filmagens e efeitos
A leitura do roteiro de "Let's Kill Hitler" ocorreu em 21 de março de 2011. As cenas de abertura no milharal foram as últimas filmadas para a temporada em 11 de julho. Ela foi gravada por último porque a equipe teve que esperar o milho crescer; Moffat escreveu a cena em fevereiro. Grande parte de Berlim foi filmada em Swansea. Veículos antigos da época foram usados; Darvill amou a motocicleta usada no episódio, embora não tivesse permissão para pilotá-la, pois era o trabalho do dublê. O Templo da Paz em Cardiff usado no episódio para o salão de jantar alemão também já foi usado para a primeira aparição de Karen Gillan em Doctor Who, quando ela interpretou uma adivinha em "The Fires of Pompeii". Smith, Gillan e Darvill já haviam filmado no local para "Cold Blood" na quinta temporada. O escritório de Hitler foi um dos maiores cenários construídos para o show. Normalmente, ele teria sido filmado em um prédio real, mas a TARDIS tinha que atravessar a parede e, portanto, o cenário precisaria ser destruído com um canhão de ar. O Grande Colisor de Hádrons na Suíça foi a inspiração para o design dos corredores da Teselecta.
Uma cena envolvendo a Teselecta (disfarçado de soldado alemão) perseguindo Amy e Rory em motocicletas por Berlim foi cortada das filmagens devido a questões orçamentárias. A AT&T, que queria anunciar a transmissão do episódio na BBC America nos Estados Unidos como uma ligação ao seu slogan "Repensar o possível", trouxe a ideia de usar uma história em quadrinhos animada para criar uma cena de ligação dentro do intervalo publicitário do episódio onde esta cena teria sido colocada. A empresa e a BBC America trabalharam com Moffat e Senior para criar a cena de 60 segundos, que foi animada pelo Double Barrel Motion Labs.

## Transmissão e recepção
"Let's Kill Hitler" foi transmitido pela primeira vez no Reino Unido na BBC One em 27 de agosto de 2011. Internacionalmente, foi transmitido nos Estados Unidos pela BBC America no mesmo dia, bem como pela Space no Canadá. No Reino Unido, números preliminares da audiência durante a noite foram de 6,2 milhões de telespectadores na BBC One, o segundo programa mais visto do dia atrás apenas do The X Factor. O episódio também alcançou o primeiro lugar no serviço BBC iPlayer no dia seguinte à sua exibição, além de liderar as solicitações no serviço no mês de agosto, com 0,99 milhão de visualizações. O episódio também recebeu Índice de Apreciação do público de 85, considerado "excelente". Quando a audiência final consolidada foi calculada, foi relatado que foi assistido por 8,10 milhões de telespectadores, sendo o décimo primeiro programa mais assistido da semana. Foi também o segundo episódio mais assistido da sexta temporada, atrás apenas de "The Impossible Astronaut".
Alguns telespectadores reclamaram à BBC acreditando ter ouvido um guarda alemão dizer o palavrão "onde diabos ele está?" No entanto, a empresa afirmou que ele disse: "Halt, was machen Sie?", que significa "Pare, o que você está fazendo?" em alemão.

### Recepção critica

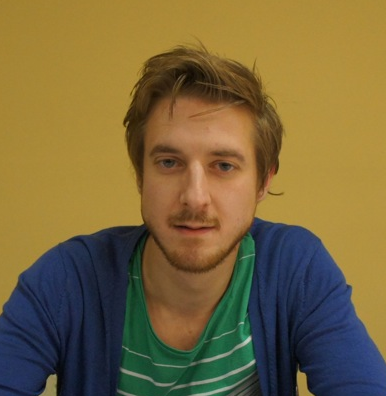
Pelo menos um crítico e o próprio Arthur Darvill (imagem) ficaram satisfeitos que Rory tenha sido mais um herói de ação no episódio.

O episódio recebeu críticas em sua maioria positivas dos revisores. Dan Martin, escrevendo para o The Guardian, ficou mais satisfeito com "Let's Kill Hitler" como abertura do que com "A Good Man Goes to War" como final, e disse que era "uma viagem no tempo enérgica e instável, cheia de piadas e floreios como o carro e os círculos no trigo, que ainda tinha uma grande noção do que se tratava". Ele também elogiou a atuação de Alex Kingston, dizendo que "ela conseguiu roubar cada cena dela ainda mais completamente do que o normal, desviando magistralmente o episódio para um ato final adequadamente emocional". Mais tarde, Martin classificou-o como o sexto melhor episódio da temporada, embora o último episódio não tenha sido incluído na lista. Ele comentou que poderia ser "divisivo" entre os fãs, pois foi criticado por não fazer sentido para os telespectadores casuais do programa, mas ainda assim o revisor disse que "adorou". Michael Hogan do The Daily Telegraph deu ao episódio quatro de cinco estrelas, elogiando-o por ser "repleto de ideias, reviravoltas e coisas wibbly-wobbly sobre oscilações no tempo" e "entretenimento vertiginosamente emocionante, embora bastante cansativo". Ele também elogiou a forma como isso permitiu que Rory "finalmente encontrasse seu lugar".
Escrevendo para o The Independent, Neela Debnath elogiou o clima mais leve e os "ótimos momentos pastelão". Embora ela achasse que a identidade de Mels era "óbvia para todos, menos para os personagens", ela disse que Nina Toussaint-White era "excelente" e que "foi uma pena que ela tenha se regenerado tão cedo porque trouxe uma energia diferente para a personagem". O crítico da Radio Times, Patrick Mulkern, ao contrário de Debnath, admitiu que a verdadeira identidade de Mels "o pegou completamente de surpresa". Ele pensou que um buraco na trama foi gerado em termos do que Melody fez entre a regeneração em 1969 e a união de Amy e Rory, ainda quando criança, 20 anos depois, mas disse que "o episódio se move rápido demais para que tais problemas persistam, e é hilário". Ken Tucker da Entertainment Weekly chamou de "um início de meio de temporada maravilhosamente enérgico, engraçado, inteligente e nobre" e elogiou a atuação de Smith, Gillan, Darvill e particularmente Kingston, bem como a emoção que se desenvolveu no episódio.
Matt Risley da IGN deu ao episódio uma nota 9 de 10, dizendo que foi "a brincadeira mais descaradamente divertida do Senhor do Tempo de Moffat até agora". Embora elogiasse o humor, o enredo e o desenvolvimento dos personagens, ele criticou a Teselecta; embora eles "tivessem uma pontuação alta no fator kitsch de ficção científica", eles eram "tudo menos memoráveis". O crítico da SFX Magazine, Richard Edwards, deu a "Let's Kill Hitler" cinco de cinco estrelas, acreditando que "deveria estar entre os episódios mais inteligentes de Doctor Who que Moffat já escreveu". Embora tenha elogiado o desempenho de Kingston, ele escreveu que "é Matt Smith quem rouba a cena, em uma de suas melhores atuações como o Doutor... ele é absolutamente magnífico, seja atuando como o curinga ou vivendo uma cena de morte de 32 minutos. A mistura de otimismo e tristeza é uma coisa difícil de realizar, mas Smith consegue isso de uma forma quintessencialmente doutoral". Keith Phipps do The A.V. Club classificou o episódio com um "B+", dizendo que estava "um pouco dividido". Ele elogiou o arco de River Song de Moffat, que fez "a mente [girar]... no bom sentido", bem como o diálogo e os "grandes conceitos". Por outro lado, não achou que a missão da Teselecta estivesse desenvolvida e "como personagens parecem meio insossos". O que "realmente o incomodou" foi que não teve o "impacto" de alguns episódios anteriores e ele achou improvável que Amy e Rory estivessem dispostos a aceitar rapidamente que deveriam criar sua filha como uma amiga de escola.
Jim Shelley do The Daily Mirror também foi negativo sobre o episódio, especialmente em relação a Alex Kingston, que parecia estar atuando enquanto "o resto do elenco desempenha seus papéis com perfeita naturalidade". O revisor do Daily Telegraph Gavin Fuller disse que Moffat "entregou uma brincadeira rápida" e elogiou o conceito da Teselecta, mas ficou desapontado com a "oportunidade desperdiçada" da ambientação. Ele acreditava que o cenário oferecia "grande potencial dramático", mas era "pouco mais do que uma fachada para a história". Ele também achou que usar Hitler como um alívio cômico "tocou uma nota errada dada a natureza do homem e o regime que ele liderou" e que era "uma maneira estranha de tratar um personagem tão historicamente significativo". Ele também criticou a "aparente ânsia de Moffat em matar o elenco regular de uma forma ou de outra". No entanto, Tucker da Entertainment Weekly disse que "não precisava de Hitler para ser um excelente episódio de Doctor Who".